# Жакаровце
Жакаровце (словац. Žakarovce) — село в окрузі  Ґаланта Трнавського краю Словаччини. Площа села 8,62 км². Станом на 31 грудня 2015 року в селі проживало 757 жителів.

## Історія
Перші згадки про село датуються 1368 роком.

## Населення
| Рік:            | 1994. | 2004.   | 2014.   | 2024.    |
| --------------- | ----- | ------- | ------- | -------- |
| Кількість осіб: | 766   | 761     | 758     | 676      |
| Різниця:        |       | -0,65 % | -0,39 % | -10,81 % |

| Рік:            | 2023. | 2024.   |
| --------------- | ----- | ------- |
| Кількість осіб: | 681   | 676     |
| Різниця:        |       | -0,73 % |